# خورخي بيريز
خورخي بيريز هو دراج كوبي، ولد في 14 أكتوبر 1951 في Guane ‏ في كوبا.

## وصلات خارجية
- خورخي بيريز على موقع أوليمبيديا (الإنجليزية)